# Georgiana
Georgiana és una població dels Estats Units a l'estat d'Alabama. Segons el cens del 2000 tenia 1.737 habitants, 697 habitatges, i 462 famílies.